# Myrmarachne calcuttaensis
Myrmarachne calcuttaensis este o specie de păianjeni din genul Myrmarachne, familia Salticidae, descrisă de Biswas, 1984. Conform Catalogue of Life specia Myrmarachne calcuttaensis nu are subspecii cunoscute.